# Domínios de topo de código de país internacionalizados
Um domínio de topo de código de país internacionalizado (do inglês Internationalized country code top-level domain) é um ccTLD especial no Sistema de Nomes de Domínio da Internet. São domínios de topo especialmente codificados, aparecendo para usuários de programas de uso geral como navegadores de rede em seu alfabeto ou sistema de escrita não-alfabético de origem. Esses ccTLDs são uma aplicação do sistema de nomes de domínios internacionalizados aos domínios de topo designados a países ou regiões geográficas.
Países com domínios de topo internacionalizados também mantém seus domínios tradicionais baseados em código ASCII. Embora IDNs sejam classificados como "códigos", alguns utilizam palavras completas ao invés de abreviações. Por exemplo, السعودية (as-Suʻūdiyya) não é uma abreviação de "Arábia Saudita", mas sim o nome curto comumente utilizado para se referir ao país em Árabe.
Em agosto de 2018, havia 59 desses ccTLDs aprovados, com pelo menos 47 em uso. Os mais utilizados são .рф (Rússia), usado por mais de 900 000 domínios registrados, .台灣 (Taiwan), utilizado por cerca de 500 000 domínios, e .中国 (China), com mais de 200 000. Na mesma época, havia cerca de 20 países que não utilizavam o alfabeto latino, porém ainda não possuíam um código de país internacionalizado, entre eles Israel e o Japão.